# Jonas Isacsson
Jonas Isacsson, född 10 juni 1959 i Umeå, är en svensk gitarrist.
Jonas Isacsson har spelat med bland andra Marathon, Marie Fredriksson, Roxette, Eva Dahlgren, Contact och Hansson de Wolfe United (där han ersatte Claes Palmkvist).
Isacssons första band Marathon bildades när han i tonåren bodde på Seskarö i Norrbotten. Marathon spelade instrumentalmusik influerad av Allman Bros, Kebnekajse, Zappa, Pink Floyd, Samla Mammas Manna, Santana och dylik musik. Bandet splittrades då Isacssons familj flyttade till Upplands Väsby 1975.
Isacsson bildade sedan bandet Horizont tillsammans med Tommy Nilsson och fick skivkontrakt. Bandet splittrades när Tommy Nilsson blev soloartist och fick ett skivkontrakt i Frankrike.
1979 börjar Isacsson arbeta som musiker på heltid, bland annat med Hansson de Wolfe United. Han träffade då Anders Glenmark och Eva Dahlgren vilket ledde till ett långt samarbete. Han blev gitarrist i Eva Dahlgrens band 1981 och arbetade med henne i 10 år framåt. Däremellan avlöste studiojobben varandra, bland annat med Ratata, Py Bäckman och Hansson de Wolfe United.
År 1985 fick Isacsson förfrågan av Clarence Öfwerman om han ville vara med och spela i ett nytt projekt med Per Gessle och Marie Fredriksson. Det resulterade i Roxettes debutalbum ”Pearls of Passion”. Isacsson blev en viktig del i Roxette och skrev bland annat det berömda gitarriffet till låten ”The Look”, viken blir deras stora internationella genombrott. Därpå följde ett par stora världsturnéer och Europaturnéer samt skivinspelningar. Han spelade med Roxette åren 1986–2010. Under den tiden spelade han även på Marie Fredrikssons skiva ”Den Ständiga Resan”, Joey Tempests solodebut ” A Place To Call Home”, Belinda Carlisles skiva ”A Woman and A Man, Uno Svenningsson och Peter LeMarc mfl.
Isacsson fick juryns specialpris på Grammisgalan 1992.
Isacsson startade bandet Pray For Rain, de fick skivkontrakt och släppte en platta. År 2001 släppte Isacsson sin första soloskiva, ”Evergreen”. Sista spelningen med Roxette gjorde han i samband med kronprinsessan Victorias bröllop, på Konserthuset i Stockholm 2010.
År 2019 återförenades hans gamla band Marathon. De gav en konsert i Kalix och spelade sedan in ett album med sina gamla låtar som de skrev i tonåren. Våren 2020 åkte Isacsson till Harplinge i Halland för att lägga lite gitarr på PG Roxettes nya skiva.
År 2021 släppte Isacsson nytt solomaterial i form av en egenhändigt inspelad instrumental-EP ”Savela” där han står för samtliga instrument. Marathon II med helt nya låtar släpptes i november 2022.  